# Americobunus ringueleti
Genre
Espèce
Americobunus ringueleti, unique représentant du genre Americobunus, est une espèce d'opilions laniatores de la famille des Triaenonychidae.

## Distribution
Cette espèce est endémique de la région du Biobío au Chili. Elle se rencontre dans la province de Concepción vers Las Escaleras et sur le Cerro Caracol.

## Étymologie
Cette espèce est nommée en l'honneur de Raúl Adolfo Ringuelet.

## Publication originale
- Muñoz-Cuevas, 1972 : « Presencia de la tribo Triaenobunini en Chile. Descripción del nuevo genero y de la nueva especie Americobunus ringueleti (Arachn: Opil: Triaenonychidae). » Physis. Revista de la Sociedad Argentina de Ciencias Naturales, vol. 31, p. 1–7.